# Nicolás González Casares
Pour les articles homonymes, voir González.

Nicolás González Casares, née le 20 juillet 1972 à La Corogne (Galice), est un homme politique espagnol. Il est député européen depuis 2019.